# Ciranda Cirandinha
Ciranda Cirandinha é uma série de televisão brasileira exibida às 22 horas pela Rede Globo entre 26 de abril de 1978 e 11 de outubro de 1978, apresentada em 7 capítulos.
Foi escrita por Paulo Mendes Campos e dirigida por Daniel Filho.

## Trama
Quatro amigos dividem um apartamento no final dos anos 70. Hélio, Reinaldo, Tatiana e Susana eram jovens que tinham que encarar uma nova realidade, a vida adulta, com todas as suas responsabilidades e problemas, mas eles não queriam abandonar o ideal hippie que viviam e aceitar um tipo de vida parecido com o de seus pais.
Hélio saiu de casa aos 14 anos, com a vontade de conhecer o mundo na cabeça e nada nos bolsos. Teve diversas profissões, desde estivador até músico de barzinho. Reinaldo tem 21 anos, é formado em comunicação mas trabalha como programador de computadores. Tatiana saiu da casa dos pais devido a dificuldades no relacionamento e sonha com uma relação saudável com eles. Sonha em ser coreógrafa mas trabalha como garçonete. Susana é formada em psicologia e é o ponto de equilíbrio do grupo.
A série, apesar da temática jovem, não teve boa audiência e foi logo cancelada. A produção é da TV Globo. A criação da série é de Paulo Mendes Campos, a direção é de Daniel Filho. A série foi exibida entre 26 de abril de 1978 e 11 de outubro de 1978.

## Episódios
Os sete episódios da série são, pela ordem cronológica:
- Os Jardins Suspensos da Babilônia
- Momento de Decisão
- Sonhou tá Sonhado
- Porque Hoje é Sábado
- Surf
- Toma que o Filho é Teu
- O Que Eu Faço da Vida?

## DVD
No dia 12 de maio de 2008 a série completa foi lançada pela Som Livre em DVD duplo.

## Elenco principal
- Lucélia Santos - Tatiana (Tati)

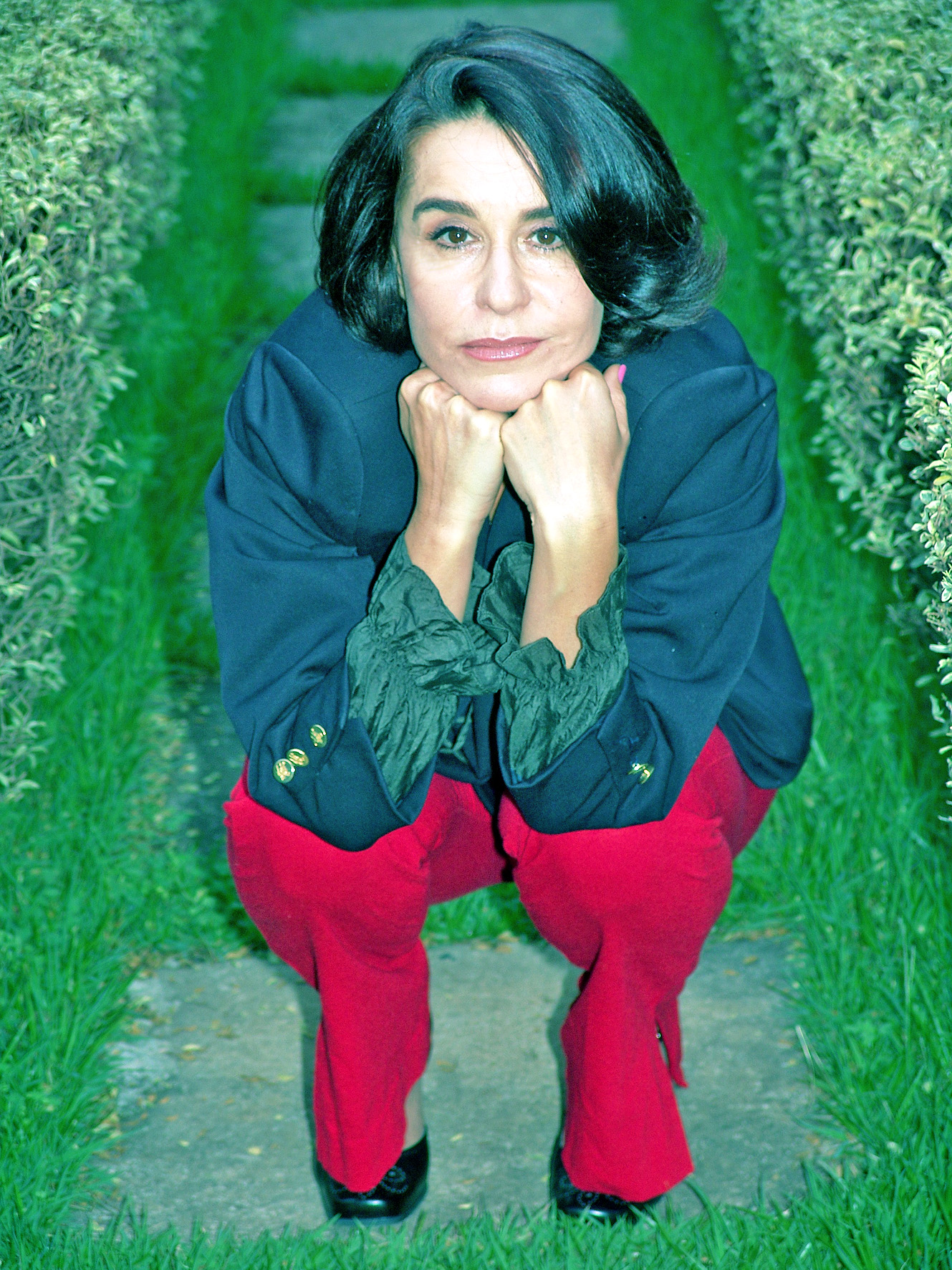
Lucélia Santos interpretou a protagonista Tatiana

- Fábio Junior - Hélio
- Denise Bandeira - Suzana
- Jorge Fernando - Reinaldo (Rei)

## Elenco de Apoio
- Kadu Moliterno
- Louise Cardoso
- Lídia Brondi
- Zezé Motta
- Maria Helena Dias
- Anselmo Vasconcelos
- Bia Nunnes como Bel
- Cecil Thiré
- Cristina Aché
- Eduardo Tornaghi
- Ivan Cândido
- Joana Fomm
- Denise Dumont
- Raul Cortez como Alfredo
- Natália do Valle como Daniela
- Myriam Pérsia como Mônica
- Marcos Paulo como Beto
- Fábio Sabag como Herculano
- Tony Correia como Mário Sérgio
- Moacyr Deriquém